# Ghostdance
L'anomenat Ghostdance (Dansa de l'espectre) fou un moviment de caràcter religiós sincrètic i de resistència aparegut entre els amerindis nord-americans a finals del segle xix.

## Orígens
El 1870 s'establí entre els paviotso (paiute) de l'oest de Nevada una nova fe que en molts casos es divulgà ràpidament pel sentiment ampli, fomentat per factors sòlids, que calia defensar la cultura índia dels atacs dels blancs.
En alguns casos, el nou culte fou encoratjat pels cabdills per tal de contrarestar els poders rivals dels xamans i homes-medicina. Després de la Guerra Modoc del 1873 va desaparèixer un temps, però reaparegué el 1890 a les reserves en rebel·lió per part d'homes inexperts, sobretot a Pine Ridge.
Les promeses trencades, la creença messiànica d'un alliberador qui restauraria el bé al món i castigaria els transgressors de les ordenances, potser inspirat en els idees de Pontiac, del somniador paiute Tä'vibo, dels mestres shaker de Puget Sound i de Smohalla, somniador de la regió de Columbia amb forta oratòria i personalitat que el van fer un home influent. Però sobretot del fill de Tä'vibo, Wovoka, l'anomenat Messies paiute.

## Desenvolupament
A finals del 1888 Wovoka, un home medicina poc conegut, emmalaltí de febres, i en un deliri afirmà haver visitat el món dels esperits, els quals li donaren el missatge que aviat vindrien temps millors pels indis, qui recuperarien les terres arrabassades pels blancs, i que els esperits dels morts es reunirien amb els vius.
Wovoka va predicar entre els paiute i establí uns rituals, i durant les seves visions de l'1 de gener del 1889 es produí un eclipsi de sol. Aconseguí molts adeptes entre els pobles sioux lakota i la predicció adoptà la forma de profecia sobre un món nou. Els indis més progressistes i intel·ligents creien en la propera arribada d'un alliberador que regeneraria la terra, i el moviment va prendre forma pacífica a les reserves ben administrades, però Mahpiua Luta/Red Cloud i Tatanka Yotanka/Bou Assegut, aconvertits pel deixeble oglala Kicking Bear/Mato Anahtaka, li donaren forma hostil.

## Els fets de Wounded Knee
Els fets culminaren amb l'assassinat de Bou Assegut a mans d'agents de la BIA el 15 de desembre del 1890 i amb la massacre de Wounded Knee del 29 de desembre del 1890 a mans del Setè de Cavalleria. Finalment, pel gener del 1891, Nelson A. Miles tant la reserva de Pine Ridge com la BIA en mans de militars respectats i coneguts pels indis, de manera que el moviment s'esvaí tal com aparegué. Kickibng Bear fou traslladat a una altra reserva, on va morir el 1904.

## Cerimonial Ghostdance
La cerimònia començava a mitja tarda, sense instruments musicals, sinó amb dansaires individuals. Duien una ghost shirt, roba feta pels blancs teixida a la manera índia. No duien cap objecte de metall. Se la posava el líder amb roba i plomes vermelles. També usaven fletxes amb punxes d'os, arc, bastó i roda de jocs.
El camp era consagrat; els predicadors eren ordenats amb la confirmació d'una ploma sagrada de corb, ocell sagrat segons els ghost dancers, o bé d'àliga. Les plomes eren pintades, i els dansaires es pintaven cerimonialment la cara amb signes elaborats en vermell, groc, verd i blau, suggerits en trances i reforçats amb visions espirituals i salut física. Es banyaven per rentar-se els pecats espirituals i materials. L'assistència era obligatòria, i els que marxaven eren penalitzats. Les cançons eren recitades acuradament. Els participants queien en una mena de trance, i quan recuperaven la consciència explicaven les visions.